# 吕出
吕出（1926年10月—1915年  ），原名吕重山，男，生於中華民國陝西省华县，中国共产党情报人员，在國共內戰時期，以中華民國國軍身份，潛伏在胡宗南部隊中，竊取胡宗南部隊情報，促成中華民國國軍潰敗。

## 生平
吕出是陕西华县下庙镇北田村人。家贫，只读了四年小学。1940年在胡宗南的河防军当童子军。1941年底-1942年，在西安黄埔军校七分校通讯军官训练班学习。1943年，毕业分配到第八战区副长官部通讯营少尉见习报务员，在三原给第37集团军总司令陶峙岳抄录新华社的电讯稿。1945年因不满报务员夜餐补助被层峰克扣掉2/5，发动消极怠工运动，听说营长要收拾他，吓得连夜出走。经人介绍到乔明礼的河北民军无线电排当上尉排长。1945年10月，乔明礼部随高树勋在邯郸起义，任民主建国军第二军第四师通讯连少校连长。1946年该部被改编，中下级军官被调出到晋冀鲁豫军政大学学习。吕出在晋冀鲁豫军政大学四大队学习。1947年夏，这部分邯郸起义的原国民党中下级军官学习期满，由于当时解放区的生活比较困难，这些学员不习惯艰苦生活，于是上级组织决定将这部分人放回去，愿回家的回家，愿留下的欢迎。
1947年6月吕出受军政大学保卫部部长盛志光派遣，离校返回西安，打入胡宗南部，长期潜伏，取得信任，站稳脚跟，确定掌握军事要情后，再与己方取得联系。途中，在河南滑县卫河渡口，被川军第127旅371团抓了壮丁，幸遇七分校通讯班的同学，被举荐当上中尉报务员。1947年入秋，找机会脱身，回到了西安，利用老同学老同事关系，進入少將陳志力的通四團，在通四团第二营一连当上了二台报务员。吕出给盛志光写了四封信，都没有回音。因盛志光随刘邓大军千里跃进中原，南下在豫皖苏担任社会部长、沙河工委书记；而晋冀鲁豫军政大学已迁往石家庄改称华北军政大学。吕出与老同学高孟吉（孙健、高健,绥署二处2.5瓦柞水潜伏台）、薛浩然（绥署二处2.5瓦镇安潜伏台，在莎车县人大副主任离休）、徐学章（绥署总台报务员，八十年代任西安市市内电话局副局长，2010年病逝）、李福泳（通讯四团15瓦电台台长，1964年在拉萨病故）、赵继义（陇海铁路电台译电员）五名老同学建立关系。1948年4月14日，陕甘宁边区保安处黄龙保安分处韩城保安科科长高步林派高勉斋去西安，带去了高步林给高孟吉的亲笔信。1948年5月，高步林让高勉斋又跑了一趟西安。1948年11月，吕出和薛浩然、师世德（西安市政府职员）赴已经二次解放的韩城，在合阳县坊镇与解放区晋绥公安总局工作人员拦下。由于高孟吉是陕甘宁边区保安处黄龙保安分处韩城保安科科长高步林发展的地下关系，最后东府工委书记刘文蔚决定薛浩然转归韩城保安科，吕出、师世德由晋绥方面掌握。1948年11月24日吕出回到西安，由于这些天的脱岗，被总部电台开除。1949年1月18日，去三原托人在裴昌会第五兵团通讯营谋到差事。发展了王冠洲（整编第36师123旅报务员，在沙家店战役被俘，1948年4月被释放回去，在裴昌会第五兵团通讯营任报务员，1984年从新疆民委离休）。“吕出情报小组”掌握胡宗南总部西安绥署电台和裴兵团指挥所电台，在西北战场歼灭胡、马联军，解放大西北，贡献巨大。西北野战军司令员兼政委彭德怀说这样的情报，要多少金子给多少金子。扶郿战役后，西北局批准直接吸收为高孟吉、吕出、徐学章、薛浩然、李福泳、赵继义入党，并通过无线电通知随胡总部撤逃到双石铺的吕出、徐学章、薛浩然、李福泳。
1949年底成都解放后，上级组织先在成都街头接到了原裴兵团通信营的吕出、徐学章和王冠洲，三天后又到国军军官集中的昭觉寺接回了李福泳、薛浩然。
1949年底，西安方面给盛志光发来一封外调函电报，查实吕出等人的情况，以便安排他们的工作。盛志光把吕出等人的情况予以回复。
1952年底调新疆，后在自治区党委办公厅担任科员、科长、组长、处长、副厅长等职直至1988年离休。
1996年，朱玉林在武汉开会时从盛北光处获悉“盛志光”真实身份。1997年，盛北光赴乌鲁木齐与吕出事隔五十年重聚。